# Согласные
Согла́сные — звуки речи, сочетающиеся в слоге с гласными и/или слоговыми согласными и в противоположность им не образующие вершины слога. Акустически согласные обладают относительно меньшей, чем гласные, общей энергией и могут не иметь чёткой формантной структуры.
Согласные являются также звуками, при произнесении которых происходит сужение голосового тракта, так что воздушный поток оказывается полностью или частично блокированным и, преодолевая препятствие (см. место и способ образования согласных), изменяет своё направление. В русском языке это шумные согласные (взрывные, щелевые и аффрикаты), группа сонорантов (плавные и латеральные), группа сонорных согласных (дрожащих и носовых), а также полугласный (или полусогласный) й.
Под согласными зачастую понимают также буквы, передающие такие звуки. Иногда во избежание путаницы употребляют термин «согласные звуки».
Система согласных определённого языка называется «консонантизм».

## Русский язык
В русском языке согласные звуки передаются буквами Б, В, Г, Д, Ж, З, Й, К, Л, М, Н, П, Р, С, Т, Ф, Х, Ц, Ч, Ш, Щ. Гласные звуки передаются буквами А, И, О, У, Ы, Э. Отдельно стоят буквы Е, Ё, Ю, Я, каждая из которых представляет собой сочетание двух звуков, согласного и гласного, или, выполняя задачу смягчения твёрдого согласного звука, передаёт гласный звук.

## Артикуляция
Для артикуляторного описания согласных используют следующие критерии:
- Деление на звонкие и глухие согласные:

- Б — П
- В — Ф
- Г — К
- Д — Т
- Ж — Ш
- З — С;

- По способу образования согласных;
- По месту образования согласных.

Например, /d/, согласно этим критериям, является звонким альвеолярным взрывным согласным.
По акустически-слуховым критериям согласные отличаются от гласных по степени звучности (воспринимаемости, то есть диапазона звучания).
У гласных звуков звучность выше, чем у согласных. Гласные занимают определённое положение в структуре слога, в общем случае — в начале и в конце слога, то есть согласные обычно не образуют слога. Исключением являются соноранты: аппроксиманты (то есть гласные в положении согласных, как например /juˈla/ юла, фонетически [i̯uˈla], а также носовые и латеральные [matn̩] (нем. Matten)).

## Типы согласных
- Звонкие согласные
- Глухие согласные
- Шумные согласные (обструэнты)
  - Смычные согласные
    - Взрывные согласные
    - Аффрикативные согласные

  - Фрикативные (щелевые) согласные
    - Свистящие согласные (сибилянты)
- Сонорные согласные
  - Носовые согласные
  - Одноударные согласные
  - Дрожащие согласные
  - Щелевые сонорные согласные (аппроксиманты)
    - Плавные согласные
- Скользящие согласные (полугласные)
- Боковые согласные
- Абруптивные согласные
- Ингрессивные согласные
- Имплозивные согласные
- Щёлкающие согласные (кликсы)